# لورا کارمایکل
لورا کارمایکل (انگلیسی: Laura Carmichael؛ زادهٔ ۱۸ ژوئیهٔ ۱۹۸۶) هنرپیشه اهل بریتانیا است.
از فیلم‌ها یا برنامه‌های تلویزیونی که وی در آن نقش داشته است می‌توان به دانتون ابی و بندزن خیاط سرباز جاسوس اشاره کرد.